# Vô Cực
Vô Cực (chữ Hán giản thể: 无极县, pinyin: Wújí Xiàn, âm Hán Việt: Vô Cực huyện) là một huyện thuộc địa cấp thị Thạch Gia Trang, tỉnh, Hà Bắc, Cộng hòa Nhân dân Trung Hoa. Huyện này nằm ở hạ lưu sông Hô Đà, có diện tích 524 ki-lô-mét vuông, dân số 485.000 người. Mã số bưu chính là 052460 Vô Cực giáp Phổ Châu và Cảo Thành. Ngành dày da và nông nghiệp là ngành nghề chính của cư dân Vô Cực.